# Urbano Santos
Urbano Santos là một đô thị thuộc bang Maranhão, Brasil. Đô thị này có diện tích 1207,774 km², dân số năm 2007 là 18175 người, mật độ 15,05 người/km².